# Magyar bucó

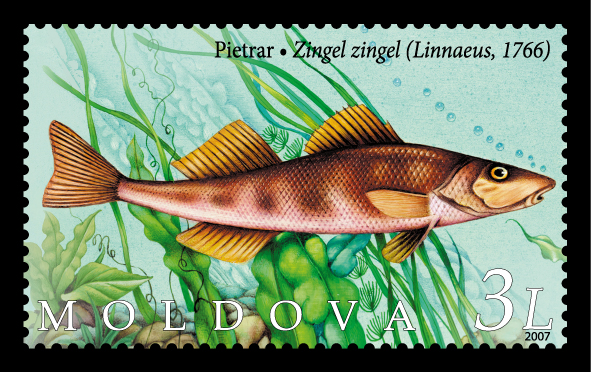
Moldovai bélyegen

A magyar bucó (Zingel zingel), a sugarasúszójú halak (Actinopterygii) osztályának a sügéralakúak (Perciformes) rendjébe, ezen belül a sügérfélék (Percidae) családjába és a bucó nemébe tartozó védett faj. A Duna és a Dnyeszter vízrendszerében található meg ez a nagy természeti értéket képviselő, de gazdasági szempontból jelentéktelen, sajnos egyre szűkülő elterjedési területet magáénak tudható halfaj, melyet a Magyar Haltani Társaság internetes szavazásán a 2014-es év halának választottak meg.

## Elnevezései
Több köznyelvi elnevezése is ismert ezért furkó, bunkó, barátfapéló, buczó, barátbunkó, baráthal, czingli, gócz, kócz, kóczhal, kolcz, kólcz, kosz, magyar-kócz, orsóhal, orsósügér neveken is említhetik.

## Előfordulás
A magyar bucó Magyarországon fokozottan védett hal, természetvédelmi értéke 100 000 Ft. A faj elterjedése szűk területre a Duna és a Dnyeszter vízgyűjtő területére korlátozódik. Magyarország vizeiben nemcsak őshonos, hanem a faj kialakulása és elterjedése is a Duna-medencében ment végbe. Magyarországi élőhelyeként ismert a Mosoni-Duna, a Rába, a Lapincs, a Pinka, a Strém, a Marcal, az Ipoly, a Dráva, a Mura, a Tisza, a Szamos, a Keleti-főcsatorna, a Hármas-Körös, Kettős-Körös, Sebes-Körös, Fekete-Körös, Fehér-Körös és a Maros folyó.

### Hasonló fajok
Közeli rokonához a német bucóhoz, hasonlít a legjobban, olyannyira, hogy ránézésre összetéveszthető vele. Megkülönböztetést segíti, hogy annak a teste és faroknyele valamivel vékonyabb, mintázata markánsabb. Tőle eltérően oldalát rendszerint igen határozott szélű ferde sávok mintázzák, faroknyele még jobban elvékonyodik, és első hátúszójában csak 8-9 tüske található, valamint tőle nagyobbra is nő. A magyar bucó első hátúszója hosszabb és benne több 16 feletti tüske van. Alakját tekintve hasonlít még a küllőkre és a márnákra, de a bucófajokat első pillantásra megkülönbözteti kettős hátúszójuk.

### Azonosítása határozóképlettel
A halak közeli rokon fajainak azonosításához nagy segítséget jelenthet az adott hal morfológiai tulajdonságainak pontos vizsgálata. Az alábbi táblázat a német bucó és a magyar bucó határozóképletét tartalmazza.
| Tudományos név | Magyar név   | pikkelyképlet   | garatfogképlet | úszósugár hátúszó         | úszósugár farokalatti |
| -------------- | ------------ | --------------- | -------------- | ------------------------- | --------------------- |
| Zingel zingel  | magyar bucó, | 83 8-9/12-15 95 | -              | D1:XIII-XV, D2:I-II/16-20 | II/11-13              |
| Zingel streber | német bucó,  | 70 6-7/10-12 82 | -              | D1:VII-IX, D2:I/12-13     | I/10-12               |

## Megjelenése
Általában 20–30 cm és nagyon ritkán 50 centiméter hosszúságot is elérő fenéklakó hal. Orsószerűen megnyúlt a teste, melynek keresztmetszete csaknem henger alakú és a farok felé folyamatosan vékonyodik. Keskeny faroknyele rövidebb, mint a második hátúszó tövi részén mért távolság. Felülről lapított hosszúkás a feje, mely háromszög alakot formáz. Szeme nagy, egymástól függetlenül tudja mozgatni és orrához viszonyítva átmérője fele olyan nagyságú. Szája testéhez viszonyítva nem nagy és a nyílása alsó állású. Közepes méretű, kopoltyúfedő hátsó peremén erős tüske található, az elő kopoltyúfedő hátsó része fogazott. Pikkelyei apróak, érdesek és erősen tapadnak, 83-95 darab van az oldalvonalán egy sorban. Két hátúszója távol helyezkedik el egymástól, az elsőben 13-15 tüskés, a másodikban 16-20 lágy elágazó sugár van. Nincs úszóhólyagja. Háta és oldalai sárgásbarnák, benne 6-7 elmosódott sötét sávval vagy folttal tarkított rész színesíti. A hasának színe ezektől eltérően fehéres.

## Életmódja
A folyóvizekben az erősebb és gyengébb áramlásban fordul elő, mivel az áramlásmentes területekről elhúzódik. Magas oxigénigényű reofil halfaj, példányai a folyók medrében, a parttól viszonylag távol keresik táplálékukat. A vízszennyezésekre kevésbé érzékeny mégis jelentősen lecsökkent az állománya. A folyókon megépülő vízlépcsők lassú áramlási viszonyokat hoznak létre és emiatt veszélyeztetik az állományát. A duzzasztók felső szakaszán nem találja meg életfeltételeit és szaporodásához szükséges iszapmentes aljzatot is elveszíti.
Életmódjához igényli a nagy vízteret, ezért a kisebb folyóvizekben nem tud megélni. Tavakba kerülése esetén elvándorol vagy elpusztul. Mozgása szakaszos, hirtelen kifutásokból és pihenő szakaszokból áll. Táplálékát a görgetett hordalékból szedegeti össze és étrendjét az apróbb fenéklakó szervezetek, puhatestűek, férgek, lárvák esetleg szerves törmelék, halikra és halivadék jelenti.

## Szaporodása
Szaporodása március végétől májusig tart. Előre elkészített fészekgödörbe a folyók erősebben áramló homokos és sóderes szakaszain ívik. Ikrái 1,5 mm nagyságúak és egy nőstény körülbelül 5000 darabot rak le belőle. A megtermékenyített ikra a fészekre rárakott vékony kavicsréteg alatt fejlődik egészen kikelésig.

### A faj tudományos leírásával foglalkozó internetes ismeretforrások
- A faj szerepel a Természetvédelmi Világszövetség Vörös Listáján. IUCN. (Hozzáférés: 2010. június 20.)
- Zingel Zingel zingel (Linnaeus, 1766) (angol nyelven). BioLib.cz. (Hozzáférés: 2010. június 20.)
- A faj adatlapja a FishBase oldalán. FishBase. (Hozzáférés: 2010. július 24.)
- Zingel zingel (Linnaeus 1766) (angol nyelven). Fauna Europaea. [2015. április 2-i dátummal az eredetiből archiválva]. (Hozzáférés: 2010. június 20.)